# De onthoofding van de heilige Catharina van Alexandrië
De onthoofding van de heilige Catharina van Alexandrië (Frans: Le martyre de sainte Catherine) is een schilderij van Peter Paul Rubens dat hij rond 1615 schilderde. Sinds 1965 maakt het deel uit van de collectie van het Museum voor Schone Kunsten in Rijsel.

## Herkomst
Toen Rubens in 1608 na een jarenlang verblijf in Italië terugkwam in Vlaanderen, vestigde hij zich in Antwerpen, waar hij werd benoemd als hofschilder van Albrecht van Oostenrijk en Isabella van Spanje. Een raadgever van de aartshertogen, Jean de Seur, en zijn echtgenote, Marie de Patyn, schonken het schilderij omstreeks 1615 aan de Sint-Catharinakerk in Rijsel. In deze kerk, waar Jean de Seur in 1621 begraven zou worden, versierde het doek het hoofdaltaar.
Tijdens de Franse Revolutie werd het schilderij in beslag genomen, maar onder Napoleon teruggegeven aan de parochie. Toen de kerk rond 1860 opnieuw werd ingericht, kreeg het werk zijn huidige, neo-gotische lijst. Het kwam op een nieuwe plek in het gebouw te hangen, boven een deur, waar het slecht te zien was. In 1965 werd het verplaatst naar het Museum voor Schone Kunsten. In de kerk is een reproductie te zien.

## Voorstelling
Catharina van Alexandrië was sinds de middeleeuwen een populaire heilige. Volgens een legende, o.a. opgenomen in de Legenda aurea, had zij haar maagdelijkheid aan Christus beloofd en weigerde ze te trouwen met keizer Maxentius. Deze gaf heidense filosofen de opdracht om haar op andere gedachten te brengen, maar dit had geen resultaat. Daarop probeerde de keizer haar te laten terechtstellen op een rad, maar dit brak door een blikseminslag. Ten slotte gaf de keizer opdracht haar te onthoofden.
Rubens laat het moment zien waarop de voorbereidingen voor de onthoofding worden voltrokken. Links probeert een filosoof haar wijzend naar een beeld van Apollo en een antieke tempel over te halen haar geloof af te zweren. Rechts staat de beul al klaar met een zwaard. Drie vrouwen bemoeien zich met de heilige, ze doen haar een blinddoek voor, tillen het haar omhoog en houden haar schouders vast. Op de trappen op de voorgrond liggen een fasces, een antiek symbool, en een geofferd lam, een verwijzing naar het Lam Gods.
Rubens' barokke stijl sluit nauw aan bij de contrareformatie. Heiligen werden in die tijd beschouwd als een belangrijke schakel tussen God en de gelovigen. De theatrale voorstelling van Catharina's marteldood, de contrasterende kleuren en de uitvergrote gebaren dragen bij aan de overtuigingskracht van het schilderij. Waarschijnlijk was Rubens zelf verantwoordelijk voor de opzet en waren assistenten in zijn atelier betrokken bij de afwerking.

## Afbeeldingen

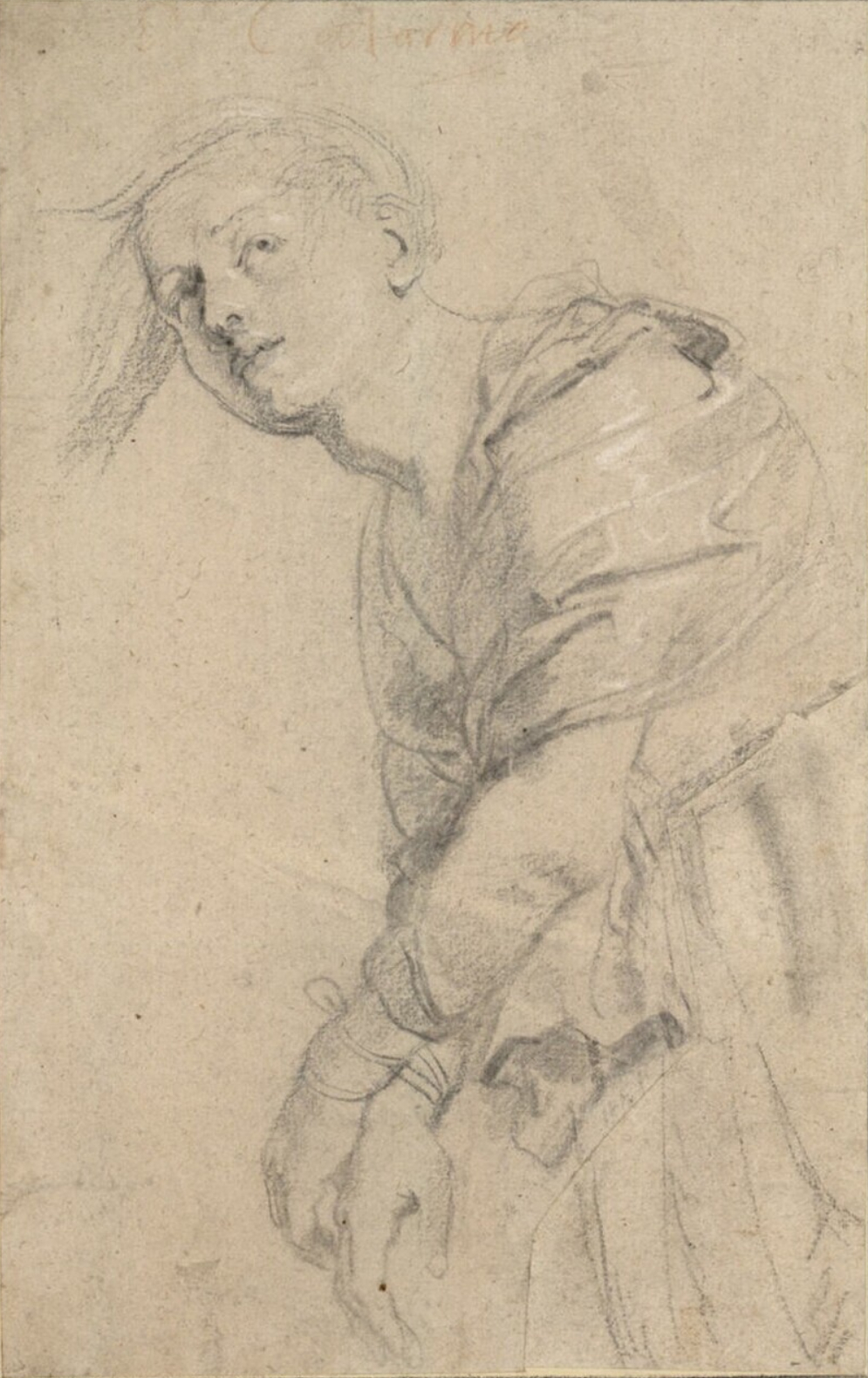
Voorbereidende schets in de Albertina
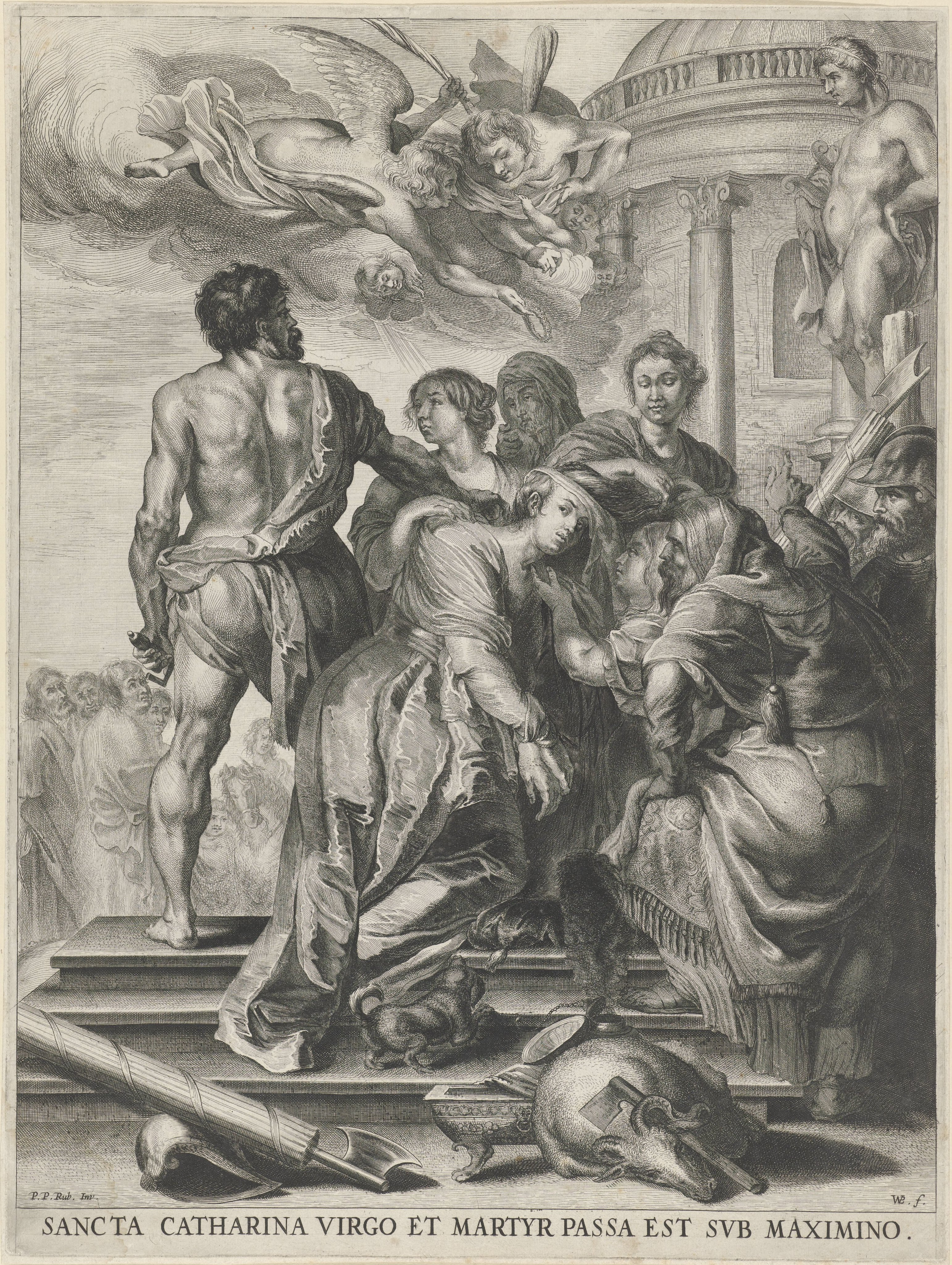
Prent naar het schilderij door Willem van der Leeuw
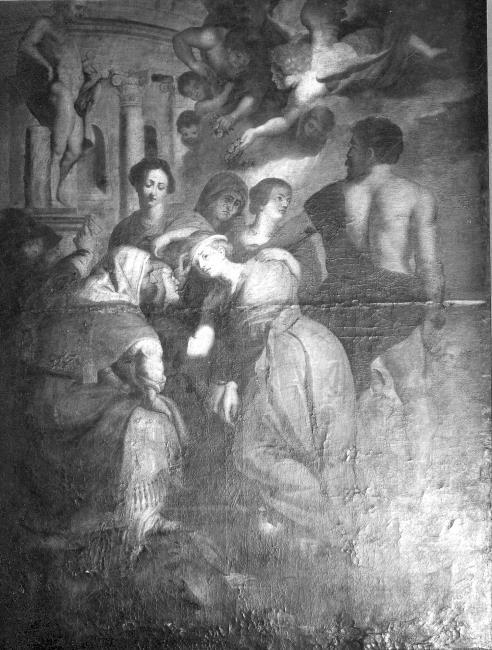
Kopie in de Sint-Baafskathedraal
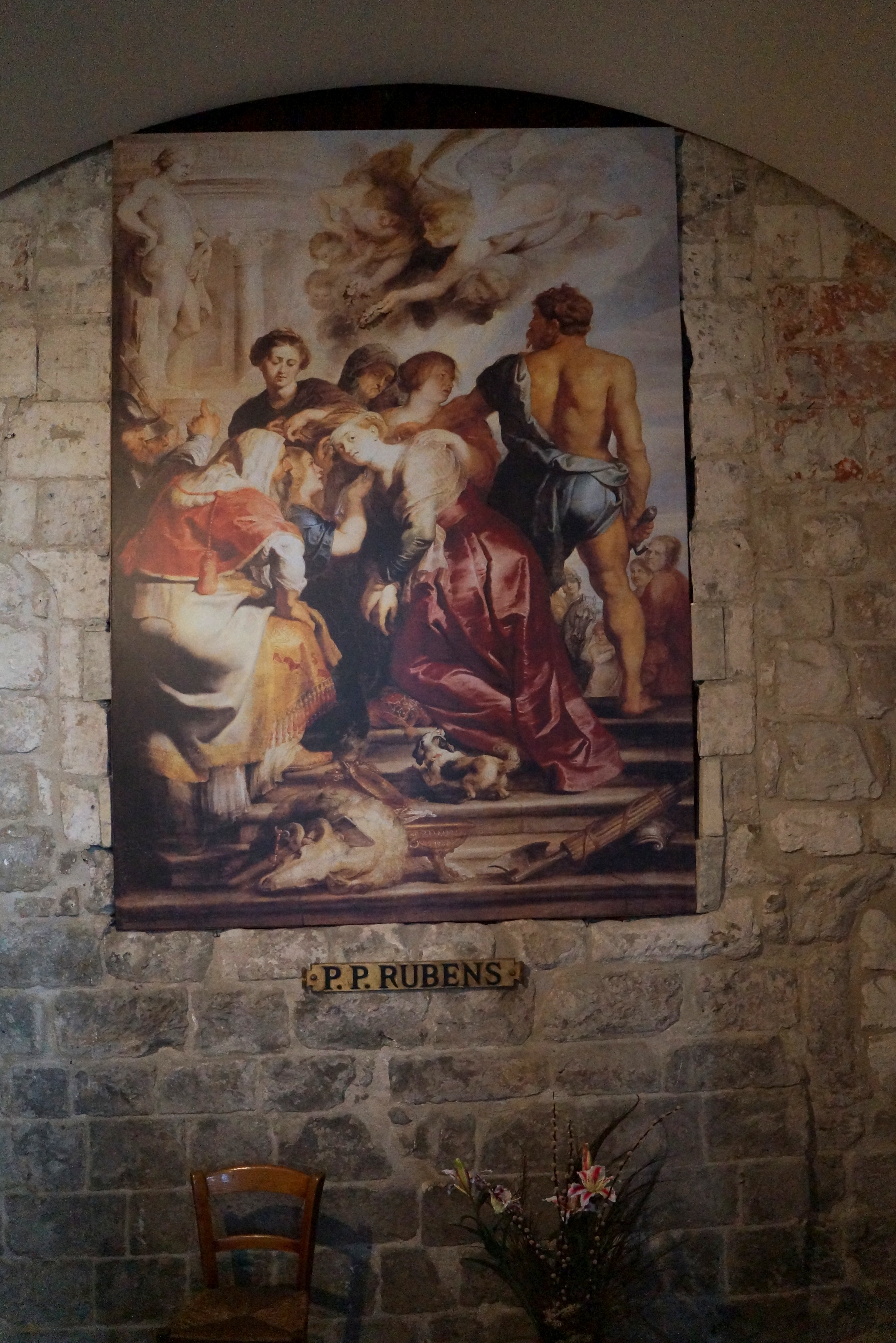
Reproductie in de Sint-Catharinakerk